# Carpi d'Adige
Carpi d'Adige è una frazione del comune di Villa Bartolomea, in provincia di Verona.

## Storia
La località fu un feudo assegnato alla famiglia dei Dal Verme.
Nota storicamente per la battaglia di Carpi del 9 luglio 1701, che segnò l'inizio della guerra di successione spagnola: gli austriaci guidati dal principe Eugenio di Savoia riuscirono a conquistare la fortificazione, strategicamente importante per accedere al Mincio, difesa dal maresciallo di campo San Frémont e da 1.200 uomini.

## Monumenti e luoghi d'interesse
La chiesa parrocchiale di Santa Margherita Vergine e Martire, a navata unica, ha una facciata neoclassica decorata con archi a sesto acuto. Fu costruita tra il 1856 e il 1864 su progetto dell'architetto legnaghese Benedetto Ferrari e consacrata dal cardinale Luigi di Canossa il 20 agosto 1864. Cinquant'anni dopo fu aggiunto un campanile indipendente in stile neogotico.